# PGC 67474
LEDA/PGC 67474 ist eine Elliptische Galaxie vom Hubble-Typ E2 im Sternbild Indus am Südsternhimmel. Sie ist schätzungsweise 165 Millionen Lichtjahre von der Milchstraße entfernt. Gemeinsam mit NGC 7123, IC 5106 und IC 5116 bildet sie die NGC 7123-Gruppe oder LGG 447.